# 都靈皇家圖書館

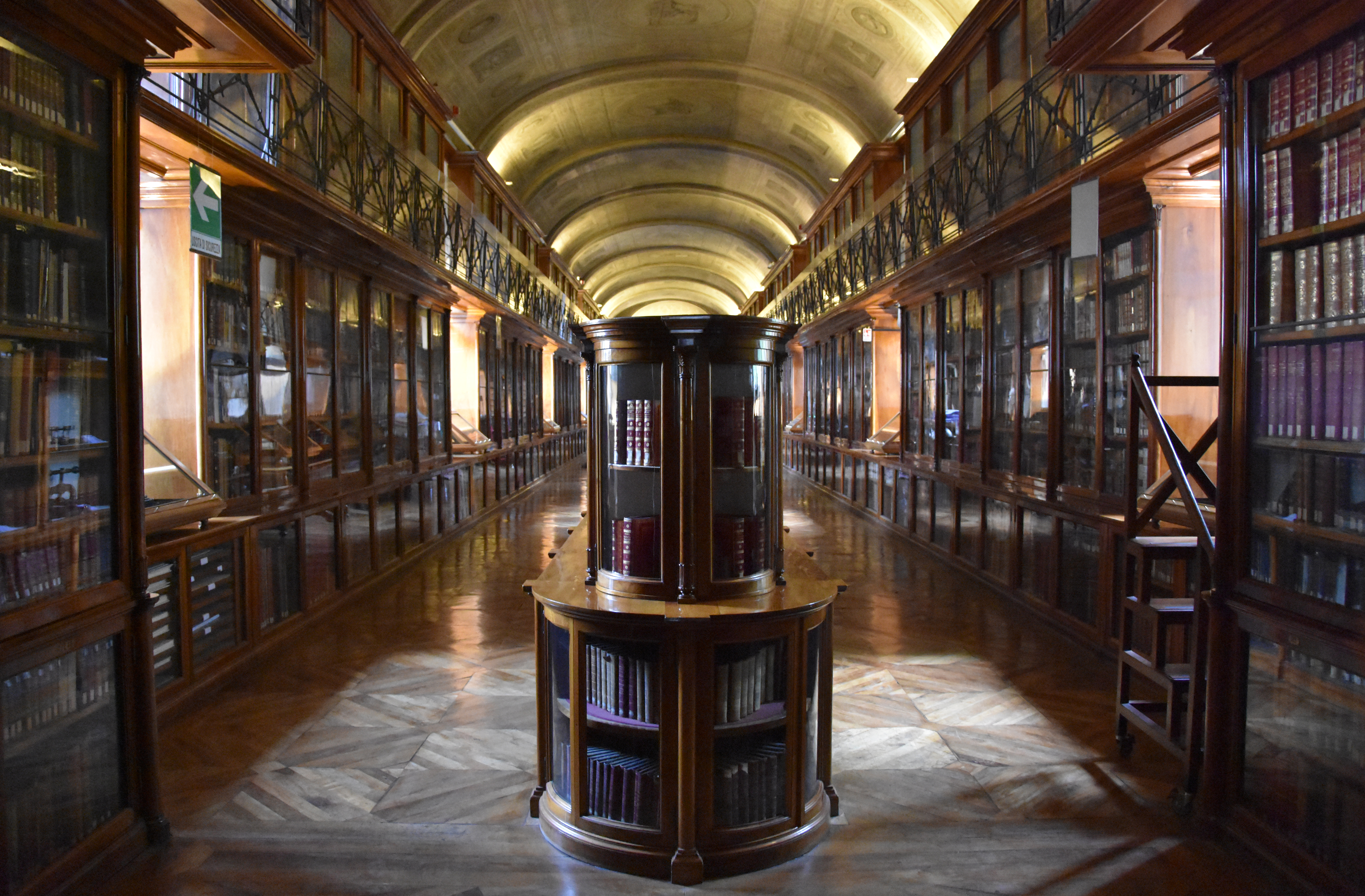
图书馆内部

都靈皇家圖書館（義大利語：Biblioteca Reale di Torino）是位於意大利都靈图书馆内部宮東翼的一座圖書館，建成于1831年。當時都靈是撒丁王國的首都，該圖書館也是在國王卡洛·阿爾貝托支持下，由意大利畫家佩拉西奧·帕拉吉建成的。 當時的目的是來保存薩伏伊王室收藏的珍貴手稿，國王本人亦曾貢獻了2000幅包括達芬奇的作品在內的畫作。1893年在翁貝托一世統治期間，一名俄國收藏家將達芬奇的《鳥類飛行手稿》捐給了該圖書館。 此外一幅作者有可能是達芬奇的《自畫像》和其他一些達芬奇手稿也收藏在這裡。